# Quebradas
Quebradas är en ort i Honduras.   Den ligger i departementet Departamento de Francisco Morazán, i den centrala delen av landet, 50 km norr om huvudstaden Tegucigalpa. Quebradas ligger 736 meter över havet och antalet invånare är 1 405.
Terrängen runt Quebradas är lite bergig. Runt Quebradas är det ganska glesbefolkat, med 22 invånare per kvadratkilometer. Närmaste större samhälle är El Suyatal, 14,4 km öster om Quebradas.  